# 삼무로
 삼무로(Sammu-ro)는 제주특별자치도 제주시 연동 에서 신제주로터리 를잇는 도로이다.

## 주요 경유지
제주특별자치도
- 제주시 (연동)

## 노선
| 이름           | 접속 노선                  | 소재지 | 소재지 | 비고 |
| -------------- | -------------------------- | ------ | ------ | ---- |
| (이름없음)     | 지방도 제1139호선 (도령로) | 제주시 | 연동   |      |
| 삼무공원사거리 | 신광로                     | 제주시 | 연동   |      |
| 신제주로터리   | 신대로                     | 제주시 | 연동   |      |
| 문연로와 직결  |                            |        |        |      |

## 주요 건물 및 시설
- CU 제주열린점 (삼무로 11/연동 250-5)
- 세븐일레븐 제주연동SJ점 (삼무로 16/연동 261-24)
- 맘스터치 제주연동점 (삼무로 23/연동 260-44)
- 뉴욕버거 제주연동점 (삼무로 26/연동 261-21)
- BHC 연동점 (삼무로 27/연동 260-22)
- SK텔레콤 제주광양대리점 연동문화점 (삼무로 38/연동 272-3)
- BBQ 제주삼무공원점 (삼무로 40/연동 272-21)
- GS25 연동삼무점 (삼무로 47/연동 271-22)
- 교촌치킨 제주1호점 (삼무로 50/연동 272-30)
- 세븐일레븐 제주에어시티호텔점 (삼무로 56/연동 282-3)
- 세븐일레븐 제주더호텔점 (삼무로 74/연동 292-10)